# 叙利亚国旗

法塔特是奥斯曼帝国的一个地下阿拉伯民族主义组织。其目标是获得独立并统一当时受奥斯曼帝国统治的各个阿拉伯地区。这面三色旗于1914年采用。绿色象征法蒂玛王朝，白色象征伍麦叶王朝，黑色象征阿拔斯王朝。叙利亚独立旗设计据称是来自于这面旗帜。

自1946年敘利亞脫離法國獨立以來，敘利亞使用了多種不同的旗幟，全部採用泛阿拉伯顏色：綠、紅、黑、白。最初使用的是綠、白、黑三色旗，上面飾有三顆紅色五角星，被稱為「獨立旗」。
1958年後，它在阿拉伯聯合共和國、聯邦共和國及復興黨時期被帶有兩或三顆綠色星星或是帶有阿拉伯聯邦共和國的紅、白、黑三色條紋所取代，而「獨立旗」在阿拉伯之春後被敘利亞反對派使用。
2024年12月8日阿薩德政權垮台後，敘利亞議會和敘利亞過渡政府再次開始在國內及大使館使用當年的「獨立旗」（反對派的旗幟）。
红色象征勇敢，白色象征纯洁和宽宏大量，黑色象征穆罕默德的胜利，绿色代表伊斯兰教信仰，三颗五角星代表叙利亚由前奥斯曼帝国的三个省份：大马士革省、阿勒颇省、拉塔基亚省组合而成。
2025年敘利亞臨時憲法原計劃恢復1:2比例的獨立旗為國旗，但最終版本仍沿用2:3比例。

## 叙利亚反对派
内战期间，叙利亚全国委员会和叙利亚反对派和革命力量全国联盟先后领导的叙利亚反对派使用1932年独立国旗的修改版本，比例由1∶2改为2∶3。自从2011年末，修改后的独立国旗成为反对派抗议的通用符号。反对派希望与当时的叙利亚政府区别开来，因此使用叙利亚自法国独立时的国旗。叙利亚全国委员会官员哈立德·卡迈勒（Khaled Kamal）相信这面旗帜也意味着独立，以及巴沙尔·阿萨德政府统治的终结。现今，这面旗帜主要在叙利亚反对派和革命力量全国联盟控制区域。與之相似的是，利比亚反对派使用利比亚王国时期的的红黑绿旗，以示与卡扎菲的纯绿旗的区别。
另外，叙利亚反对派也在非官方场合使用比例为1∶2的独立国旗原始版本。

## 旗幟列表
自1963年阿拉伯复兴社会党掌权，至2024年敘利亞反對派接管國家之前，叙利亚已多次更换国旗。

### 历代国旗
| 國旗 | 國家                              | 時間           | 歷史時期       |
| ---- | --------------------------------- | -------------- | -------------- |
|      | 敘利亞王國                        | 1920年         | 君主制時期     |
|      | 法屬敘利亞託管地                  | 1920年－1922年 | 殖民地時期     |
|      | 敘利亞聯邦                        | 1922年－1932年 | 殖民地聯邦時期 |
|      | 敘利亞第一共和國 敘利亞第二共和國 | 1932年－1958年 | 共和國時期     |
|      | 阿拉伯聯合共和國                  | 1958年－1961年 | 共和國時期     |
|      | 敘利亞第二共和國                  | 1961年－1963年 | 共和國時期     |
|      | 阿拉伯敘利亞共和國 （复兴党政权） | 1963年－1972年 | 共和國時期     |
|      | 阿拉伯聯邦共和國                  | 1972年－1980年 | 共和國時期     |
|      | 阿拉伯敘利亞共和國 （复兴党政权） | 1980年－2024年 | 共和國時期     |

### 历代国家元首旗帜
| 國旗                                        | 國家                     | 時間                                       | 歷史時期               |
| ------------------------------------------- | ------------------------ | ------------------------------------------ | ---------------------- |
|                                             | 敘利亞王國君主旗幟       | 1920年                                     | 君主制時期             |
|                                             | 敘利亞共和國總統旗       | 1941年－1958年；1961年－1963年；2025年至今 | 敘利亞共和國時期       |
|                                             | 阿拉伯聯合共和國總統旗   | 1958年－1961年                             | 阿拉伯聯合共和國時期   |
|                                             | 阿拉伯敘利亞共和國總統旗 | 1963年－1972年                             | 阿拉伯敘利亞共和國時期 |
|                                             | 阿拉伯聯邦共和國總統旗   | 1972年－1980年                             | 阿拉伯聯邦共和國時期   |
|                                             | 阿拉伯敘利亞共和國總統旗 | 1980年－2024年                             | 阿薩德家族統治時期     |
| File:Standard of the President of Syria.svg | 阿拉伯敘利亞共和國總統旗 | 2025年－至今                               | 叙利亚过渡政府統治時期 |

### 叙利亚反对派和各武装组织使用的旗帜
| 國旗 | 國家                           | 時間               | 歷史時期         |
| ---- | ------------------------------ | ------------------ | ---------------- |
|      | 叙利亚政府示威者               | （2011年－2024年） | 敘利亞反對派     |
|      | 叙利亚反对派和革命力量全国联盟 | （2012年－2024年） | 敘利亞反對派     |
|      | 叙利亚革命委员会               | （2011年－2024年） | 敘利亞反對派     |
|      | 叙利亚临时政府                 | （2013年－2025年） | 敘利亞反對派     |
|      | 叙利亚救国政府                 | （2018年－2024年） | 敘利亞反對派     |
|      | 北敘利亞民主聯邦               | （2012年－至今）   | 敘利亞庫爾德斯坦 |

## 叙利亚旗帜列表

### 君主制及殖民地联邦时期
- 1920年,阿拉伯叙利亚王国
- 1920年–1922年, 法属叙利亚托管地
- 1922年–1932年，叙利亚联邦

### 共和制时期
- 1930年–1932年，法属叙利亚以及叙利亚共和国
- 1932年–1958年，叙利亚共和国以及阿拉伯叙利亚共和国
- 1958年–1961年，阿拉伯联合共和国
- 1961年–1963年，阿拉伯叙利亚共和国
- 1963年–1972年，阿拉伯叙利亚共和国
- 1972年–1980年，阿拉伯联邦共和国
- 1980年–2024年，阿拉伯叙利亚共和国
- 2024年至今，叙利亚过渡政府

### 政党、政府旗帜列表
- 叙利亚全国联盟和叙利亚临时政府使用的旗帜
- 2018年至2024年，叙利亚救国政府旗帜[11]
- 1963年-2024年，叙利亚复兴党旗帜

### 国家元首旗帜列表
虽然叙利亚目前没有正式总统旗帜，但在其历史上，已经用多面旗来象征叙利亚的国家元首。

#### 复兴党时期
- 1920年，阿拉伯叙利亚王国哈希姆王朝君主旗帜
- 1941年-1958年及1961年-1963年, 叙利亚总统旗帜
- 1958年-1961年, 阿拉伯联合共和国总统旗帜
- 1963年-1972年, 阿拉伯叙利亚共和国总统旗帜
- 1972年–1980年, 叙利亚总统旗帜
- 1941年-1958年及1961年-1963年, 2025年重新啟用，叙利亚总统旗帜

## 军旗
- 叙利亚国防部
- 叙利亚武装部队
- 叙利亚共和国卫队
- 叙利亚陆军
- 叙利亚空军
- 叙利亚海军

### 历史军旗
- 叙利亚国防部
- 叙利亚阿拉伯军
- 叙利亚共和国卫队
- 叙利亚阿拉伯陆军
- 叙利亚阿拉伯海军
- 叙利亚空军

### 历史其他武装
- 叙利亚国民军
- 自由叙利亚军
- 叙利亚自由军
- 沙姆解放组织
- 民族解放阵线
- 叙利亚革命指导委员会（英语：Syrian Revolutionary Command Council）

## 其他歷史旗幟一覽
- 敵佔區管理局旗幟，作為肢解奧斯曼帝國後的共管領土機制，是後來法屬敘利亞和巴勒斯坦托管地的前身
- 敘利亞聯邦（1922年－1924年）及敘利亞邦（1924年－1930年）旗
- 法屬敘利亞邦（1930年－1932年）旗
- 大黎巴嫩邦旗
- 阿拉威邦旗
- 德魯茲邦旗
- 阿勒頗邦旗
- 大馬士革邦旗
- 哈塔伊國（1938年－1939年）旗幟

|                | Red         | White       | Green        | Black       |
| -------------- | ----------- | ----------- | ------------ | ----------- |
| RGB            | 206/17/38   | 255/255/255 | 0/122/61     | 0/0/0       |
| 十六进制       | #ce1126     | #FFFFFF     | #007a3d      | #000000     |
| 印刷四分色模式 | 12/100/98/3 | 0/0/0/0     | 89/27/100/15 | 75/68/67/90 |
| 旗幟           |             |             |              |             |

|                | Red         | White       | Black       | Gold       |
| -------------- | ----------- | ----------- | ----------- | ---------- |
| RGB            | 206/17/38   | 255/255/255 | 0/0/0       | 239/187/34 |
| 十六进制       | #ce1126     | #FFFFFF     | #000000     | #efbb22    |
| 印刷四分色模式 | 12/100/98/3 | 0/0/0/0     | 75/68/67/90 | 7/26/99/0  |
| 旗幟           |             |             |             |            |

### 國旗变迁時間軸

#### 中央政府
|                       |                         |                             |                               |                               |                             |                               |                           |
| 1930－1932 法属叙利亚 | 1932－1958 叙利亚共和国 | 1958－1961 阿拉伯联合共和国 | 1961－1963 阿拉伯叙利亚共和国 | 1963－1972 阿拉伯叙利亚共和国 | 1972－1980 阿拉伯联邦共和国 | 1980－2024 阿拉伯叙利亚共和国 | 2024－至今 叙利亚过渡政府 |

#### 地方自治政权和反对派
|                                                                     |                             |                   |                           |                         |  |
| 2011－至今 叙利亚反对派和革命力量全国联盟和叙利亚過渡政府使用的國旗 | 2012－2018 北叙利亚民主联邦 | 2018－至今 罗贾瓦 | 2018－2024 叙利亚救国政府 | 2017－2024 沙姆解放組織 |  |